# Future Tense
Future Tense is de zestiende aflevering van het tweede seizoen van de Amerikaanse sciencefictiontelevisieserie Star Trek: Enterprise. Het is de 40e aflevering van de serie, voor het eerst uitgezonden in 2003. In deze aflevering blijkt dat de Enterprise met de vondst van een ruimteschip de aandacht van de Suliban en de Tholians hebben gekregen.

## Verhaal
De bemanning van de USS Enterprise NX-01 vindt een vreemd ruimteschip midden in de ruimte. Na het schip binnengehaald te hebben in de lanceerbasis, wordt het onderzocht. Aan boord vindt men het lijk van de piloot, het is een mens. Verder onderzoek wijst uit dat het schip uit de toekomst komt omdat het van binnen groter is dan van buiten (een techniek die in de 22e eeuw niet bestaat) en omdat de piloot niet alleen menselijke genen heeft maar ook andere (o.a. Vulcaanse en Rigeliaanse ) genen.
Tijdens het onderzoek verschijnt er een Sulibaans schip. De kapitein van het Sulibaanse schip eist dat de Enterprise het schip aan hen geeft.
Kapitein Jonathan Archer is echter niet van plan om gehoor te geven aan die eisen. Hij raakt in gevecht met het Sulibaanse schip, waarna hij zich afvraagt waarom zij zoveel interesse in het schip hebben. Daarom gaan hij en T'Pol naar de hut van voormalig bemanningslid Daniels, in de hoop op antwoorden. Daniels, een agent in de Temporale Koude Oorlog, heeft een database van toekomstige scheepsmodellen achtergelaten op de Enterprise. In die database vinden ze het model schip dat ze hebben gevonden en het blijkt uit de 31e eeuw te komen. Het schip heeft dus de mogelijkheid om door de tijd te reizen. (Iets wat T’Pol niet kan aannemen omdat het in strijd is met de wetten van de logica). Ze hebben echter niet veel tijd om gechoqueerd te zijn, omdat ditmaal de Tholians eisen dat ze het schip uit handen geven. Opnieuw weigert Archer dit te doen.
Malcolm Reed en Trip Tucker proberen een apparaat uit het schip aan de praat te krijgen, waarvan ze denken dat het de zwarte doos is. Als ze het aan hebben gezet, blijkt echter dat ze in een tijdlus terecht zijn gekomen waardoor ze steeds hetzelfde gesprek voeren. Om te voorkomen dat dit vaker gebeurt, wordt het lanceerplatform afgesloten.
Ondertussen keren de Suliban met meerdere schepen terug. De Enterprise had afgesproken dat ze een rendez-vous met het Vulcaans schip de Tal Kir zouden maken uit veiligheidsoverwegingen, daar dat schip beter bewapend is tegen hun vijanden. Om die reden beveelt Archer dat de Enterprise zo snel mogelijk naar de afgesproken coördinaten vaart, zodat ze zich beter kunnen verdedigen. Als ze daar aankomen, blijkt echter dat de Tal Kir is uitgeschakeld door de Tholians, die blijkbaar ook met meerdere schepen op de Enteprise af waren gegaan. Even later beginnen de Tholians en de Suliban op elkaar te schieten, terwijl de Enterprise machteloos in het midden ronddobbert
Alle Suliban schepen worden vernietigd door de Thiolans en enteren de Enterpise
Ze besluiten om het schip met een torpedo te lanceren vanuit de Enterprise om zo het te vernietigen op afstand, echter de torpedo wordt onschadelijk gemaakt door de Tholians en op sleeptouw genomen.
Maar omdat het mysterieuze apparaat een noodsignaal begint uit te zenden, verdwijnen zowel het schip als de piloot in het luchtledige.
Voor de Tholians is er niets meer te halen en verdwijnen dus weer net zo snel als dat ze gekomen waren.

## Achtergrondinformatie
- Dit is de eerste Star Trekaflevering in meer dan 35 jaar waarin Tholians gezien worden. De laatste aflevering voor Future Tense is de aflevering The Tholian Web uit Star Trek: The Original Series.

## Acteurs

### Hoofdrollen
- Scott Bakula als kapitein Jonathan Archer
- John Billingsley als dokter Phlox
- Jolene Blalock als overste T'Pol
- Dominic Keating als luitenant Malcolm Reed
- Anthony Montgomery als vaandrig Travis Mayweather
- Linda Park als vaandrig Hoshi Sato
- Connor Trinneer als overste Charles "Trip" Tucker III

### Gastrollen
- Vaughn Armstrong as admiraal Maxwell Forrest
- Cullen Douglas als Sulibaanse soldaat

### Bijrollen

#### Bijrollen met vermelding in de aftiteling
Er zijn in deze aflevering geen bijrollen met een vermelding in de aftiteling.

#### Bijrollen zonder vermelding in de aftiteling
- Jef Ayres als bemanningslid Haynem
- Mark Correy als bemanningslid Alex
- Daphney Dameraux als bemanningslid van de Enterprise
- Scott Hill als vaandrig Hutchison
- Aldric Horton als bemanningslid van de Enterprise
- Roy Joaquin als bemanningslid van de Enterprise
- Todd Wieland als bemanningslid van de Enterprise

### Stuntdubbelganger
- Shawn Crowder als stuntdubbelganger voor Connor Trinneer